# Јано (Пистоја)
Јано је насеље у Италији у округу Пистоја, региону Тоскана.
Према процени из 2011. у насељу је живело 162 становника. Насеље се налази на надморској висини од 379 м.